# Fernando Aparicio
Fernando Fernández Aparicio  (1964, Puerto Cortés, Honduras) es un escritor y profesor hondureño, destacado por sus obras sobre el realismo social de Honduras. 
Obtuvo una licenciatura en Administración de Empresas por la Universidad Nacional Autónoma de Honduras.

## Obras
- Soy fraterno y ahora qué
- Sueños del reino de Dios
- El candidato y la Reina de Los Andes[2]
- Honduras, mi tierra querida
- El sueño del forastero[3]
- Memorias de un recluta[4]
- El gran elector, la conspiración vaticana[5]
- Las zorras del matrimonio